# Sendero Local

Señalización de un Sendero Local SL

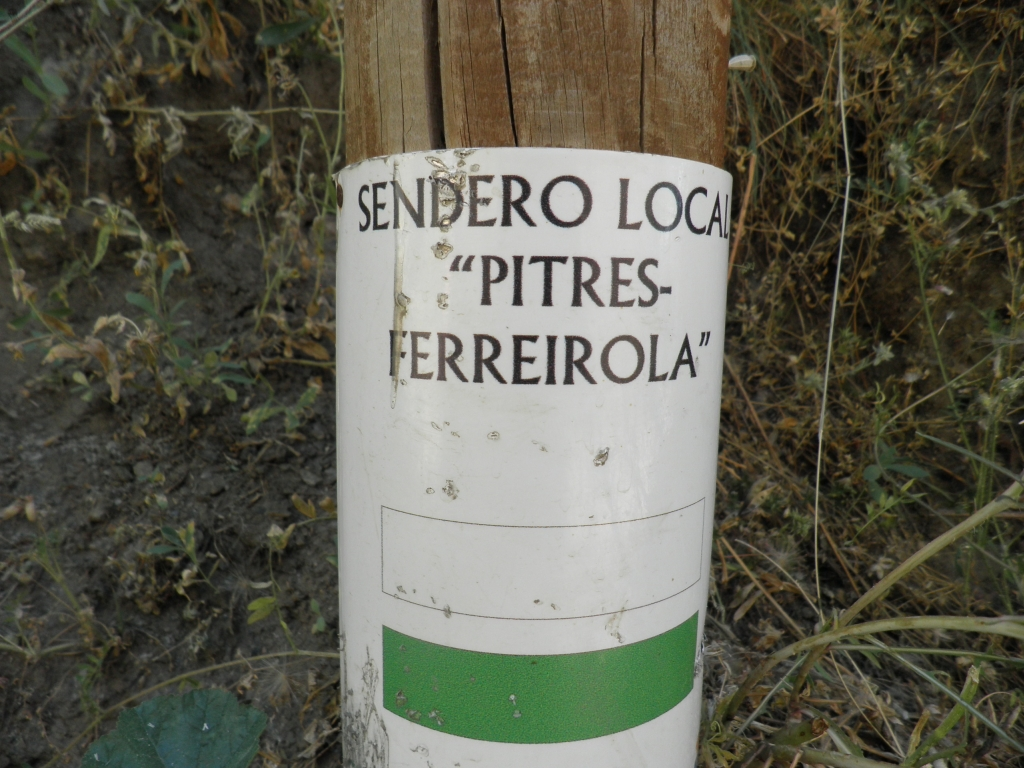
Señalización del Sendero Local Pitres-Ferreirola

Un Sendero Local, cuyo identificador es SL, es la denominación que recibe en España aquel sendero homologado y balizado por la federación autonómica correspondiente de senderismo que tiene una longitud inferior a 10 Kilómetros.
Están señalizados mediante unas marcas características consistentes en una raya blanca sobre otra verde y que se suelen pintar sobre troncos de árboles, piedras o sobre soportes específicos. Existen diversas variantes de estas marcas para indicar continuidad, cambio de dirección o dirección equivocada. La señalización, creación y difusión de estos recorridos es llevada a cabo por las federaciones de senderismo autonómicas de acuerdo a las cesiones de marcas mediante convenio con la Federación Española de Deportes de Montaña y Escalada.  
Cuando el sendero supera los 10 km, se considera de Pequeño Recorrido (PR), y cuando supera los 50 km, de Gran Recorrido (GR).